# Liste des évêques d'Orange
Pour un article plus général, voir Ancien diocèse d'Orange.
La liste des évêques d'Orange recense le nom des évêques qui se sont succédé sur le siège du diocèse d'Orange, en France. Orange est le siège du diocèse.

## Premiers évêques d'Orange connus par des textes
Le premier évêque d'Orange certain est représenté au concile d'Arles de 314. Ceux qui précèdent ont été inventés par dom Polycarpe de la Rivière, prieur de la Chartreuse de Sainte-Croix-en-Jarez. Ils sont ce que E. Duprat a appelé « évêques polycarpiques ». Les premiers évêques donnés dans la Gallia Christiana, la Gallia Christiana Novissima et l'Essai historique sur les évêques du diocèse d'Orange doivent être considérés comme suspects car tous issus des listes faites par Polycarpe de la Rivière qui n'a pas hésité à créer des évêques en interprétant les rares textes disponibles pour ces époques lointaines.
Les évêques connus par des écrits d'après Louis Duchesne :
- 314 : ?, connu par le prêtre Faustinus le représentant au concile d'Arles.
- 381 : Constantius, présent au concile d'Aquilée en 381, et au concile de Milan en 390.
- 441 : Iustus, présent au concile d'Orange en 441, de Vaison en 442, dans les lettres arlésiennes 449, 450, 451. Cité dans la vie de son successeur, saint Eutrope.
- 463 : Eutropius dont on connaît la vie rédigée par son successeur.
- Verus, successeur d'Eutropius.
- 517 : Florentius, présent au concile d'Epaone, et au concile d'Arles de 524.
- 527 : Vindemialis, présent aux conciles de 527, 529, 533, au quatrième concile concile d'Orléans de 541, représenté au cinquième concile de 549.
- 552 : Matthaeus, présent au concile de Paris de 551/52/53 et à celui d'Arles (554).
- 584 : Trapidius/Trapecius, présent au concile de Valence de 584, et celui de Mâcon en 585[2].
- 788 : Salicus, signe au faux concile de Narbonne.

Puis aucune information avant la réunion des deux évêchés d'Orange et de Saint-Paul-Trois-Châteaux.

## Liste
- Saint Eutrope Ier, 69
- Saint Ebrantius, Saint Evran
- Alixit
- Auspicius ou Auspice
- Thior
- Dedonus ou Dedon
- Saint Lucius, martyrisé en 261
- Faustinus, n'est qu'un prêtre présent au premier concile d'Arles le 1er août 314 représentant l'évêque d'Orange dont le nom n'est pas connu.
- Aristonus, 347
- Saint Eradius, vers 360
- Constantius ou Constans, assiste au concile d'Aquilée sous le pape Damase Ier en 381, mort vers 410
- Marin, 433
- Augustalis, 437
- Juste, vers 440 - vers 449
- Palladius, 450
- Petronius, 458
- Saint Eutrope II, vers 464 - 475
- Verus, 494, historiographe de son prédécesseur
- Saint Florent, 517 - 524
- Saint Agretius, 524 - 527, selon Baronius, assiste au concile d'Arles du 6 juin 524[3]
- Vindemialis, 527-549, assiste, entre autres, au célèbre deuxième concile d'Orange du 3 juillet 529 présidé par Saint Césaire d'Arles
- Matthieu, 551, assiste aux conciles de Paris II en 551 présidé par l'archevêque d'Arles Sapaudus, et d'Arles de juin 554
- Trapecius ou Trapidius, 583, cité aux conciles de Lyon 583, Valence II mai 585, Mâcon II octobre 585
- Salicus, 788-798, mais cité pour la première fois au deuxième concile de Narbonne du 27 juin 791
- Damasus, v.804

### Diocèses unis d'Orange et de Saint-Paul-Trois-Châteaux
- Boniface Ier*, 830-839, premier évêque des diocèses unis d'Orange et de Saint-Paul-Trois-Châteaux par décision du pape Grégoire IV
- Laudoneus*, premier évêque élu par le clergé et le peuple, le mercredi des Cendres 839
- Pons ou Pontius Ier*, cité pour la première fois en juin 850, mort en 855
- Gémardus Ier ou Gémard Ier*, 856
- Boniface II*, 860
- Oldaricus*, 866
- Gémard II*, 879, assiste au concile de Mantaille en Dauphiné sous l'appellation d'évêque d'Orange
- Géraud Ier*, 883
- Géraud II*, 896
- Bonnaricus Ier*, 899
- Ebroïnus ou Ebroïn*, se démit en 910
- Pontius ou Pons II*, 914
- Bonnaricus II*, 930
- Salitoneus*, 940
- Ingelbertus*, 952
- Richard*, 968
- Segaldus*, 980
- Bertrand*, 994
- Aldebrand Ier*, 1005
- Berniconius*, 1020
- Aldebrand II*, 1026
- Pons III d'Orange*, 1032
- Uldarius ou Uldaricus*, cité le 15 octobre 1040, en 1044 & 1056
- Géraud d'Asteri ou Geraldus Ier*, 1060-1085, assiste au concile d'Avignon de 1060 et voit le prince d'Orange  Bertrand Ier, probablement irrité du transfert du siège à Saint-Paul, réclamer vainement au pape Alexandre II la dissociation des 2 diocèses ou le retour du siège commun à Orange.

### Nouveau diocèse d'Orange
- Guillaume Ier, 1085-1098, Guillaume de Valence, prieur de Saint-Ruf, premier évêque du nouveau diocèse d'Orange, la dissociation ayant été demandé et obtenu par le nouveau prince d'Orange Géralt Adhémar en 1084 auprès du pape Grégoire VII
- Pons III de Saint-Paul*, donc par ré-association en 1101 avec le diocèse de Saint-Paul-Trois-Châteaux sur intervention du pape Pascal II qui revint sur sa décision et prononça la séparation définitive lors de sa venue en France à la fin de 1106.
- Berengarius, Aimar Bérenger de Morges, 1107-1127, chanoine régulier de Saint-Ruf de Valence, élu le 27 août 1107, envoyé par Pascal II en Palestine pour déposer le patriarche de Jérusalem Arnoul de Chocques, mort le 27 août 1127
- Géraldus ou Géraud II, 1127-1129
- Guillaume II, 1130-1139
- Bernard, 1139-v.1170, assiste en 1152 à la translation des reliques de saint Trophime de l'église Saint-Honorat-des-Alyscamps à la Métropole
- Pierre Ier, 1170, témoin en 1178 dans l'acte confirmant le transfert de la principauté d'Orange à la famille des Baux par Rambaud IV sans héritier, et assiste au couronnement de l'empereur Frédéric Barberousse en tant que roi d'Arles, de Vienne et de Bourgogne
- Arnulphe ou Arnoul, 1182-1200, atteint par la lèpre, secondé par Guillaume Elie son coadjuteur dès 1198
- Guillaume III, Guillaume Elie, 1200-1221
- Hugues Florent II, 1221
- Amicus ou Amic, 1225-1251
- Pierre II, 1251-1272
- Josselin, 1272-v.1279
- Guillaume IV, 1279-1281
- Guillaume V, d'Espinouse, 1281-1319
- Rostang/Rostaing Ier, 1319-1324
- Hugues Aimery, dit Hugues-Adhémar de Monteil de Rochemaure, 1324-1328
- Pierre III, 1329-1342
- Jean de Révol, 1349-1367, dominicain d'origine dauphinoise, désigné par le pape Clément VI, le chapitre n'ayant pu s'accorder sur un nom dans le délai de trois mois prescrit
- Guillaume VI, 1349-1352
- Bertrand II Pons 1370-1373, originaire de Mondragon, nommé par le pape Urbain V
- François Ier de Caritat, 1373-1387, fils d'une illustre famille d'Orange
- Pierre IV de la Manhania, 1387-1413[4]
- Pierre d'Ailly (administrateur du diocèse), 1413-1417[5].
- Pierre Didaci, 1389-1413[réf. nécessaire]
- George de Grano, 1413-1415[réf. nécessaire]
- Bertrand de Tarascon, 1415-1416, désigné par l'anti-pape Jean XXIII par délégation à Jean de Brogniac, mais récusé par le prince d'Orange Jean Ier de Chalon[6]
- Raymond de Gras, 1416-1425, mais récusé cette fois par le pape Jean XXII (pour répondre aux difficultés de désignation de son prédécesseur) avec nomination de Pierre d'Ailly comme administrateur, approuvé toutefois par le pape Martin V en 1420[7].
- Guillaume VII, 1425-1429
- Guillaume VIII, 1431, le siège étant resté vacant pendant un an pour cause de guerre, nommé le 29 décembre 1430 par le pape Martin V, refusé par le chapitre, transféré, sans avoir exercé, au siège de Cassano en Lombardie.
- Barthélémi Guichard, 1431-1443
- Antoine dit Ferrier le Ledet, 1445-1454
- Jean III Payer, 1454-1466, nommé le 13 septembre 1454 par le pape Nicolas V
- Guyot Adhémar, 1466-1468
- Jean IV de Gombert, 1468-1476
- Pierre de Surville, 1476-1477
- Laurent Alleman, 1479-1483
- Pierre VI, Pierre Carré, 1483-1507
- Guillaume IX de Pélissier, 1510-1527, récusé par le pape Jules II qui voulait imposer Jean le Franc, accepté par son successeur Léon X
- Louis Pélissier, 1527-1542
- Rostaing de La Baume de Suze, 1543-1556
- Philippe de La Chambre de Maurienne, 1561-1571, nommé par Pie IV après une vacance de 5 ans, remit sa démission à Grégoire XIII en 1571
- Jean V, Jean de Tulles, 1572-1608
- Jean VI, Jean de Tulles, 1608-1640, neveu du précédent dont il fut le coadjuteur, d'abord évêque de Troie en 1606
- Jean VII, Jean-Vincent de Tulles, 1640-1646, d'abord coadjuteur du précédent, nommé en 1646 à l'évêché de Lavaur
- Hyacinthe Serroni, 1647-1661, ensuite évêque de Mende puis d'Albi
- Alexandre Fabri, 1667-1674
- Jean VIII, Jean-Jacques d'Obheil, 1675-1719, nommé par Louis XIV
- Louis II, Louis de Chomel, 1720-1730
- François II, François-André Roussel de Tilly, 1730-1774, nommé par Louis XV
- Guillaume X, Louis-Guillaume du Tillet, 1774-1790, nommé par Louis XVI, dernier véritable évêque d'Orange, le diocèse étant supprimé en 1790.

### Concordat non validé de 1817
- Paul-Thérèse-David d'Astros, 1817-1819, nommé par Pie VII. Le Concordat de 1817, prévoyant le rétablissement du diocèse d'Orange, n'ayant pas été validé, l'évêque est transféré à Saint-Flour.

### Relèvement du titre par les archevêques d'Avignon
Le 6 août 1877, l'archevêque métropolitain d'Avignon est autorisé à relever le titre d'évêque d'Orange ainsi que ceux d'évêque d'Apt, Carpentras, Cavaillon et Vaison. Le 16 décembre 2002, ces titres sont supprimés.

### Siège titulaire
- Julio Murat, 2012- actuel

### Articles  connexes
- Diocèse d'Orange
- Principauté d'Orange
- Archidiocèse d'Avignon
- Province ecclésiastique d'Avignon